# 魚躍善
魚 躍善（オ・ヤクソン、朝鮮語: 어약선、1914年 - 没年不詳）は、日本統治時代の朝鮮の教員、大韓民国の映画監督。

## 経歴
養正高等普通学校（現・養正高等学校）、京城師範学校（現・ソウル大学校）講習科卒。以後、梅東公立普通学校（現・ソウル梅洞初等学校）の教員を務め、『感激の日記』と『血と汗』の脚本を担当したことにより映画界に登場した。1952年に自身が脚本を書いた『ベール婦人』にて監督としてデビューし、以後反共の啓蒙映画として知られる『チャンス万歳』を1955年に発表し、同年学校教材用の映画『山の風、河の風』などを手掛けた。1958年には『俳優教室』という本に文章を載せている。以後の消息不明。